# Michael Kutzop
Michael Kutzop (* 24. März 1955 in Lubliniec, Polen) ist ein ehemaliger deutscher Fußballspieler.

## Sportliche Laufbahn
Kutzop wurde 1955 in Polen geboren und zog im Alter von elf Jahren mit seinen Eltern in die Bundesrepublik. 1968 startete er in der C-Jugend des SC 07 Bürgel in Offenbach am Main mit dem organisierten Fußballsport. Im Folgejahr wechselte er in den Nachwuchs von Kickers Offenbach. Dort war ihm versprochen worden, aus der A2-Junioren rasch in die A1 aufzusteigen, in der unter anderem Dieter Müller und Jimmy Hartwig spielten. Eine schwere Verletzung des KfZ-Mechanikerlehrlings verhinderte dies. Kutzop hörte nach der Armverletzung und rund um die Beendigung seiner Lehre und den Wehrdienst bei der Bundeswehr mit dem Fußball im Verein für „fast fünfeinhalb Jahre.“ auf.
1976 begann er beim Offenbacher Landesligisten Gemaa Tempelsee wieder mit dem Sport, wechselte 1978 zurück zu dem OFC an den Bieberer Berg und erhielt seinen ersten Profivertrag. Zu seinen ersten Einsätzen in der Südstaffel der 2. Liga kam er in der Saison 1979/80, er zählte schnell zur Stammformation des OFC. 1981 klopften die Offenbacher ans Tor zum deutschen Oberhaus, aber scheiterten in den Aufstiegsspielen der beiden Staffelzweiten an Eintracht Braunschweig.
Bis zum Aufstieg der Kickers in die Bundesliga im Spieljahr 1982/83 kam Kutzop auf 120 Zweitligaeinsätze. In der Elitespielklasse absolvierte er in den Jahren 1983 bis 1990 insgesamt 31 Partien für Kickers Offenbach und 121 für Werder Bremen. An die Weser zu Otto Rehhagel war er nach dem Erstligaabstieg der Offenbacher 1984 gewechselt. 1988 wurde er mit Werder Bremen Deutscher Meister.
Kutzop verschoss einen der berühmtesten Elfmeter der Bundesligageschichte, als er in der 88. Minute der Partie Werder Bremen gegen den FC Bayern München am 33. Spieltag der Saison 1985/86 den Ball an den rechten Pfosten schoss und mit seiner Mannschaft dadurch die vorzeitige Entscheidung in der Meisterschaft verpasste. Am letzten Spieltag sicherte sich dann Bayern München durch einen 6:0-Sieg gegen Borussia Mönchengladbach mit der besseren Tordifferenz den Titel, da Werder gleichzeitig in Stuttgart gegen den in der Hinrunde mit 6:0 besiegten VfB Stuttgart mit 1:2 verlor. Dieser Elfmeter sollte der einzige verschossene von 18 Strafstößen in Kutzops Bundesligazeit bleiben, der die anderen 17 verwandeln konnte.
Nach seiner erfolgreichen Zeit beim SV Werder kehrte er zu den Offenbacher Kickers zurück, die damals in der drittklassigen Amateur-Oberliga antraten. In der hessischen Version dieser Spielklasse zählte der erstligaerfahrene Routinier aber nicht mehr zu den Stammspielern.

## Weiterer Werdegang
Er leitete bis zu deren Schließung im Oktober 2012 die Rudi-Völler-Fußballschule in Cala Millor auf Mallorca. Insgesamt war er dort anderthalb Jahrzehnte beschäftigt.